# Donbass Equicentre
Das Donbass Equicentre war ein Pferdesportzentrum in Donezk, Ukraine. Es wurde 2009 erbaut, die Tribüne bot Platz für rund 1500 Zuschauer. Von 2010 bis 2013 wurden hier nationale und internationale Springturniere der Donbass Tour durchgeführt. Das Zentrum liegt am südwestlichen Stadtrand von Donezk an der Grenze zur, zwischen den Parteien des Ukrainekrieges umkämpften, Stadt Marjinka und wurde infolgedessen geschlossen.